# Застава Кирибата
Застава Кирибата се састоји од црвене горње половине на којој се налази златна птица Фрегата мајнор која лети изнад златног излазећег сунца и доње плаве половине са три таласасте водоравне линије. Ове три линије представљају море и три групе острва (Гилберт острва, Феникс острва и Линијски острва). Око сунца се налази 17 сунчаних зрака који представљају 16 Гилбертових острва и острво Банаба. Заставу је дизајнирао Артур Гримбле 1932. године за потребе британских колонијалних поседа. 

## Спољшање везе
- Заставе света